# Uyea (Mainland)

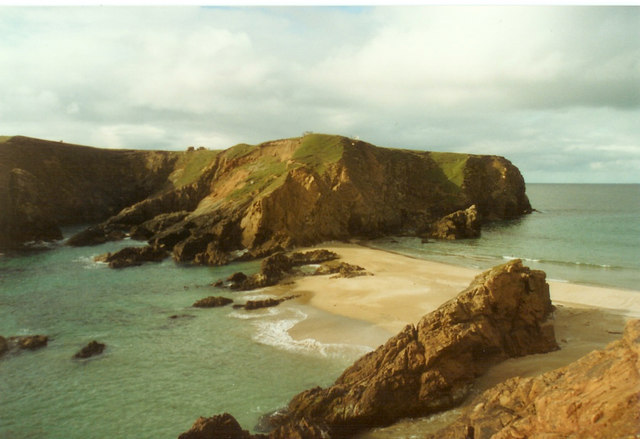
Uyea ist mit Mainland zeitweise über einen Tombolo verbunden

Uyea ist eine zu den Shetlands in Schottland gehörige, 45 Hektar große, unbewohnte Gezeiteninsel. Sie liegt nordwestlich vor der Insel Mainland im Nordatlantik. Nahe der Westküste erreicht die Insel ihre größte Höhe von 70 Metern. Die weiteste Ausdehnung beträgt 980 m in der Länge und 530 m in der Breite. 
Auf der Insel befindet sich der neolithische Steinbruch Beorgs von Uyea.
Uyea ist nicht zu verwechseln mit der gleichnamigen Shetlandinsel an der Südküste von Unst.